# Récourt-le-Creux
Récourt-le-Creux és un municipi francès situat al departament del Mosa i a la regió del Gran Est. L'any 2007 tenia 77 habitants.

## Demografia

### Població
El 2007 la població de fet de Récourt-le-Creux era de 77 persones. Hi havia 32 famílies, de les quals 12 eren unipersonals (8 homes vivint sols i 4 dones vivint soles), 8 parelles sense fills, 8 parelles amb fills i 4 famílies monoparentals amb fills.
La població ha evolucionat segons el següent gràfic:
Habitants censats

### Habitatges
El 2007 hi havia 40 habitatges, 33 eren l'habitatge principal de la família, 2 eren segones residències i 5 estaven desocupats. 39 eren cases i 1 era un apartament. Dels 33 habitatges principals, 27 estaven ocupats pels seus propietaris, 4 estaven llogats i ocupats pels llogaters i 2 estaven cedits a títol gratuït; 4 tenien dues cambres, 3 en tenien tres, 6 en tenien quatre i 20 en tenien cinc o més. 21 habitatges disposaven pel capbaix d'una plaça de pàrquing. A 12 habitatges hi havia un automòbil i a 15 n'hi havia dos o més.

### Piràmide de població
La piràmide de població per edats i sexe el 2009 era:
| Homes | Edats   | Dones |
| ----- | ------- | ----- |
| 0     | 95 o +  | 0     |
| 0     | 90 a 94 | 0     |
| 4     | 85 a 89 | 0     |
| 0     | 80 a 84 | 4     |
| 0     | 75 a 79 | 0     |
| 4     | 70 a 74 | 0     |
| 4     | 65 a 69 | 0     |
| 4     | 60 a 64 | 4     |
| 0     | 55 a 59 | 0     |
| 4     | 50 a 54 | 4     |
| 0     | 45 a 49 | 0     |
| 8     | 40 a 44 | 0     |
| 0     | 35 a 39 | 8     |
| 0     | 30 a 34 | 0     |
| 4     | 25 a 29 | 0     |
| 0     | 20 a 24 | 0     |
| 4     | 15 a 19 | 4     |
| 0     | 10 a 14 | 4     |
| 4     | 5 a 9   | 8     |
| 0     | 0 a 4   | 0     |

## Economia
El 2007 la població en edat de treballar era de 39 persones, 32 eren actives i 7 eren inactives. De les 32 persones actives 29 estaven ocupades (19 homes i 10 dones) i 3 estaven aturades (1 home i 2 dones). De les 7 persones inactives 1 estava jubilada, 3 estaven estudiant i 3 estaven classificades com a «altres inactius».
Activitats econòmiques
Dels 2 establiments que hi havia el 2007, 1 era d'una empresa de fabricació d'altres productes industrials i 1 d'una empresa de construcció.
L'únic servei als particulars que hi havia el 2009 era una lampisteria.
L'any 2000 a Récourt-le-Creux hi havia 7 explotacions agrícoles.

## Poblacions més properes
El següent diagrama mostra les poblacions més properes.